# Ku Klux Klan no Canadá
A filial canadense da Ku Klux Klan foi uma expansão da segunda Ku Klux Klan estabelecida nos Estados Unidos em 1915. Opera como uma fraternidade, com capítulos instalados em várias partes do Canadá ao longo da década de 1920 e do início da década de 1930. O primeiro capítulo provincial registrado foi constituído em Toronto em 1925 por dois americanos e um canadense. A organização obteve maior sucesso em Saskatchewan, onde brevemente influenciou a atividade política e cuja filiação chegou a incluir o membro do Parlamento Walter Davy Cowan.

## Contexto
A conclusão da Guerra Civil Americana em 1865 resultou no término do movimento secessionista dos Estados Confederados da América e na abolição da escravidão. Os Estados Unidos entraram num período de Reconstrução, durante o qual a infraestrutura destruída na Guerra Civil seria reconstruída, a unidade nacional restaurada e os libertos agraciados com os seus direitos civis mediante a promulgação das Emendas da Reconstrução.
Em dezembro de 1865, seis veteranos do Exército Confederado estabeleceram a Ku Klux Klan em Pulaski, Tennessee.

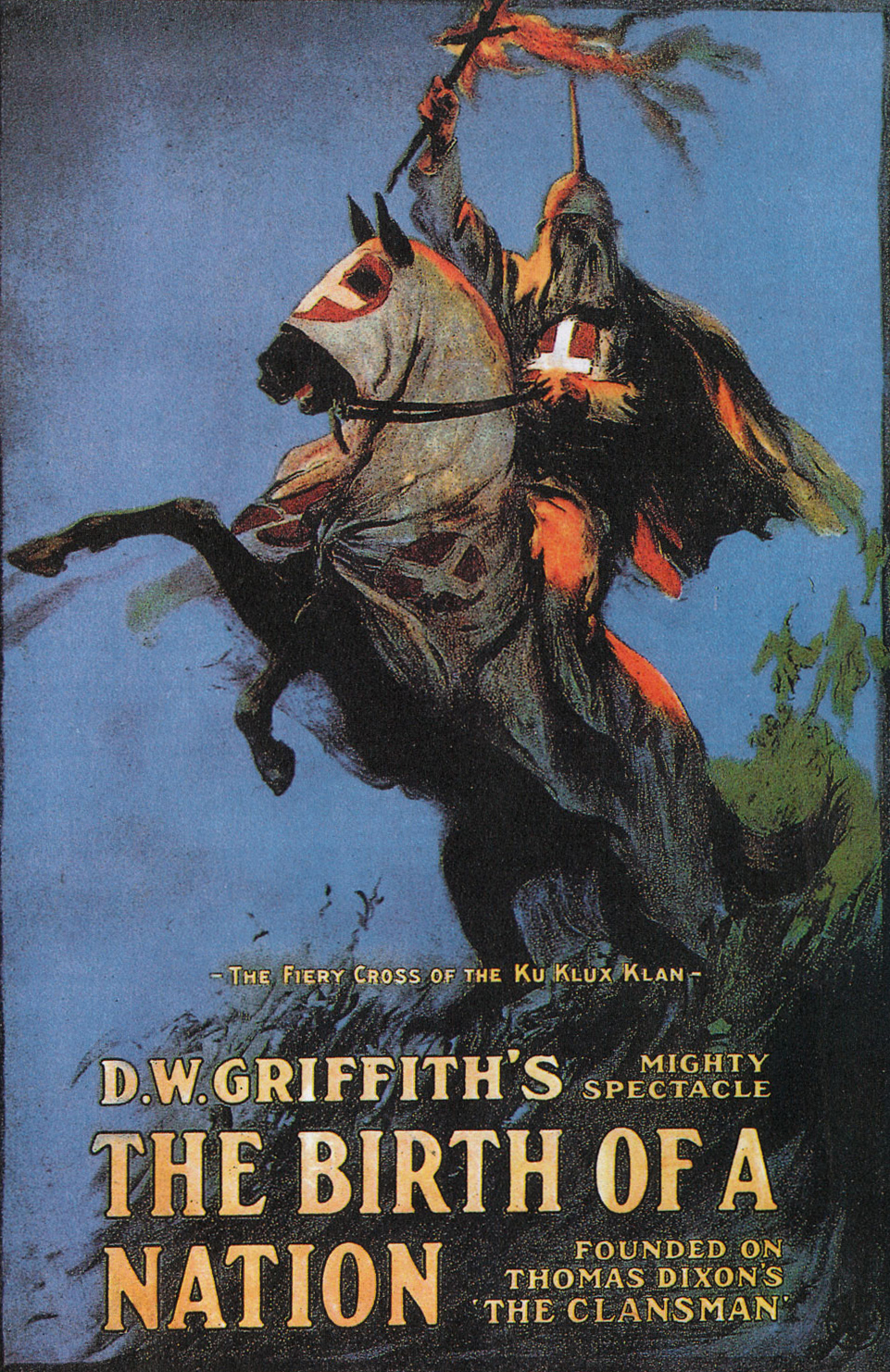
O filme mudo O Nascimento de uma Nação, que enaltecia a Ku Klux Klan original, impulsionou a fundação da segunda Ku Klux Klan nos Estados Unidos em 1915. Essa organização, por sua vez, levou ao estabelecimento da Ku Klux Klan no Canadá na década de 1920.

Os presidentes Abraham Lincoln (1861–1865) e Andrew Johnson (1865–1869) adotaram uma abordagem moderada para a Reconstrução, mas, após a eleição de 1866 ter resultado no controle da política do 40º Congresso dos Estados Unidos pelos Republicanos Radicais, foi adotada uma postura mais severa na qual ex-confederados foram removidos do poder e os libertos receberam o direito de voto. Em julho de 1868, o Congresso dos Estados Unidos aprovou a Décima Quarta Emenda à Constituição dos Estados Unidos, que tratava dos direitos de cidadania e garantia proteção igualitária perante a lei.
A vitória na eleição presidencial de 1868 por Ulysses S. Grant, apoiador dos Republicanos Radicais, aprofundou essa abordagem. Sob sua presidência, foi aprovada a Quinta Décima Emenda à constituição, proibindo os governos federal e estadual de negarem a um cidadão o direito de voto com base na sua "raça, cor ou condição prévia de servidão". Isso foi seguido por três Leis de Execução, códigos criminais que protegiam os afro-americanos e tinham como alvo principal a Ku Klux Klan. Foi o terceiro ato, também conhecido como "Lei Ku Klux Klan", que resultou na extinção da Ku Klux Klan em 1872 e na condenação de centenas de seus membros.
O lançamento do filme O Nascimento de uma Nação por D. W. Griffith em 1915, que enaltecia a Ku Klux Klan original através de revisionismo histórico, fomentou o ressentimento entre alguns cidadãos e provocou tumultos nas cidades onde foi exibido. No dia anterior ao Ação de Graças de 1915, William Joseph Simmons e 15 de seus amigos fundaram a segunda Ku Klux Klan no topo de Stone Mountain na Geórgia, queimando cerimonialmente uma cruz para marcar a ocasião.

## Expansão no Canadá

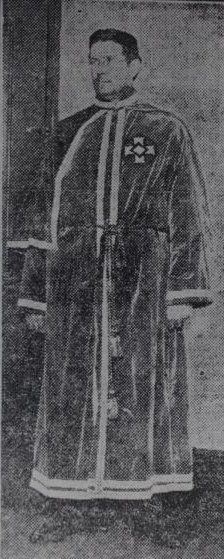
J.H. Hawkins, um dos fundadores originais da Ku Klux Klan no Canadá

Em março de 1922, um homem afro-americano chamado Matthew Bullock fugiu da Carolina do Norte depois que a Ku Klux Klan declarou que ele estava foragido, acusando-o de incitar tumultos. Seu irmão havia sido morto por membros da Klan, que o Toronto Star noticiou na época ter "ameacado de enviar cavaleiros encapuzados para buscar Bullock e levá-lo de volta para o sul dos Estados Unidos".
Em 1º de dezembro de 1924, C. Lewis Fowler, de Nova Iorque, John H. Hawkins, de Newport, Virgínia, e Richard L. Cowan, de Toronto, assinaram um acordo para estabelecer os Cavaleiros da Ku Klux Klan do Canadá. As responsabilidades de financiamento para a organização provincial foram divididas igualmente entre eles, e cada um foi um dos Oficiais Imperiais fundadores do Provincial Kloncillum, o órgão diretivo da organização. Fowler viajou ao Canadá em 1º de janeiro de 1925 para estabelecer oficialmente a organização. Cowan era o Feiticeiro Imperial (presidente), Hawkins o Imperial Klaliff (vice-presidente e Chefe de Estado-Maior) e Fowler o Imperial Kligrapp (secretário). Eles também dividiram igualmente a renda da organização. Fowler deixou o Canadá em 1926.
Durante a década de 1920, filiais da Ku Klux Klan foram estabelecidas por todo o Canadá. Segundo o historiador James Pitsula, esses grupos seguiam a mesma ideologia racial, mas tinham um foco mais restrito que o dos Estados Unidos, visando, principalmente, preservar a "britanicidade" do Canadá no que se refere à etnia e à filiação religiosa. A Ku Klux Klan do Canadá envidou esforços para distinguir-se da organização americana, que utilizava um "nível espetacular de criminalidade violenta" contra americanos negros e os americanos brancos que os apoiavam. Hawkins afirmou, em um comício em London, que a Ku Klux Klan canadense não era uma organização sem lei, que respeitava as leis do país, mas que promoveria a alteração daquelas leis que não aprovasse ou que "não atendiam às necessidades do país". Uma fotografia de 1925 de membros da Klan trajando seus uniformes, publicada pelo London Advertiser, demonstrou que as vestes da Klan no Canadá diferenciavam-se das dos Estados Unidos por incluírem uma folha de bordo oposta à insígnia em forma de cruz.

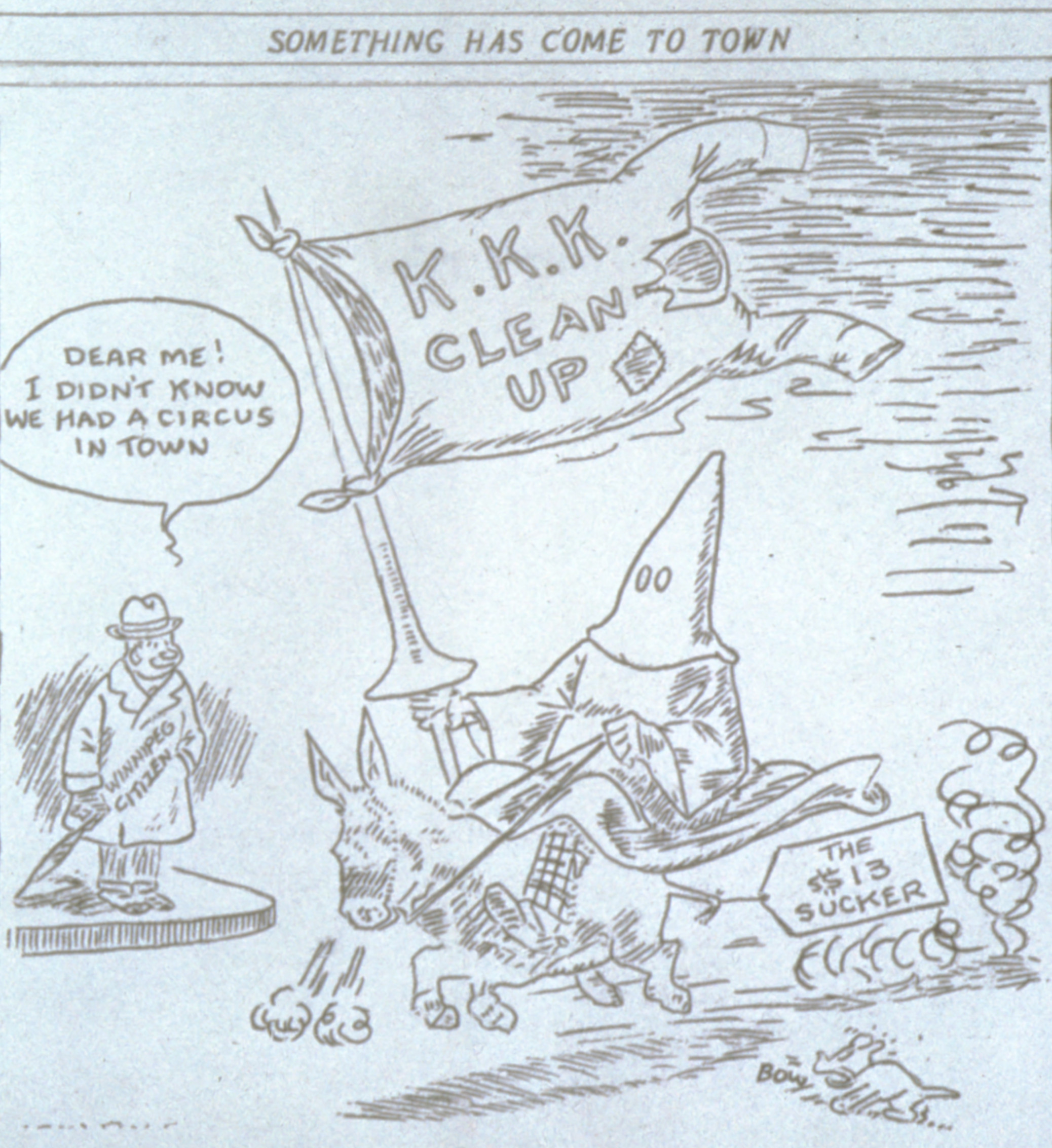
Uma charge política publicada pelo Manitoba Free Press em 25 de outubro de 1928. As tentativas da Ku Klux Klan de expandir-se para Manitoba não foram bem-sucedidas.

Um dos grupos mais proeminentes foi a Ku Klux Klan do Kanada, cujos principais princípios de supremacia branca e nacionalismo exigiam que os membros se comprometessessem a ser brancos, gentios e protestantes. Os organizadores afirmavam que a Ku Klux Klan era uma organização cristã com "primeira lealdade ao Canadá e à Union Jack", desqualificando os judeus da filiação por não serem cristãos e os católicos romanos por conta da crença anticatólica de que a primeira lealdade dos católicos é com o Papa.
Embora a KKK operasse por todo o Canadá, ela obteve maior sucesso em Saskatchewan, onde, no final da década de 1920, sua filiação ultrapassava 25.000 membros. O historiador Allan Bartley afirma que esse sucesso resultou da oposição à política liberal do Governo de Saskatchewan, estabelecida pelo arraigado Partido Liberal de Saskatchewan, que exercia o poder na província desde sua criação em 1905.
Em 1991, Carney Nerland, um supremacista branco declarado, membro da Ku Klux Klan e líder da filial de Saskatchewan da Church of Jesus Christ–Christian Aryan Nation, matou um homem Cree, Leo LaChance, com um rifle de assalto. LaChance havia entrado na casa de penhores de Nerland, em Prince Albert, Saskatchewan, para vender peles que havia capturado. Nerland cumpriu três anos de uma sentença de quatro anos por homicídio culposo.

## Operações

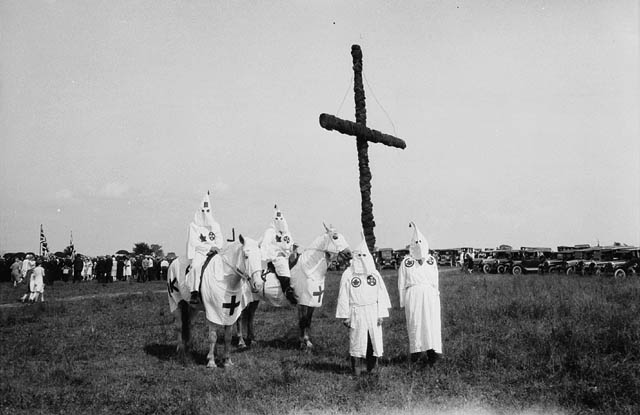
Membros da Ku Klux Klan, a pé e a cavalo, ao lado de uma cruz erguida em um campo próximo a Kingston, Ontario, em 1927

Embora se distanciasse da violência perpetrada pela Ku Klux Klan nos Estados Unidos, a Ku Klux Klan no Canadá esteve envolvida em diversas campanhas ameaçando aqueles que não se conformavam com as crenças da Klan. Isso resultou em danos significativos a propriedades por todo o país. Embora haja poucas provas, a Klan foi responsabilizada pela demolição do Colégio Saint-Boniface em Saint Boniface, Winnipeg, que resultou em 10 mortes, destruição do edifício e perda de todos os seus registros e da sua biblioteca.
Antes do estabelecimento oficial da Ku Klux Klan no Canadá, igrejas católicas e propriedades em todo o país foram alvos de incêndio criminoso, notadamente a Catedral Basílica de Notre-Dame de Québec em Quebec City em 1922. Esses atos foram atribuídos à Ku Klux Klan.

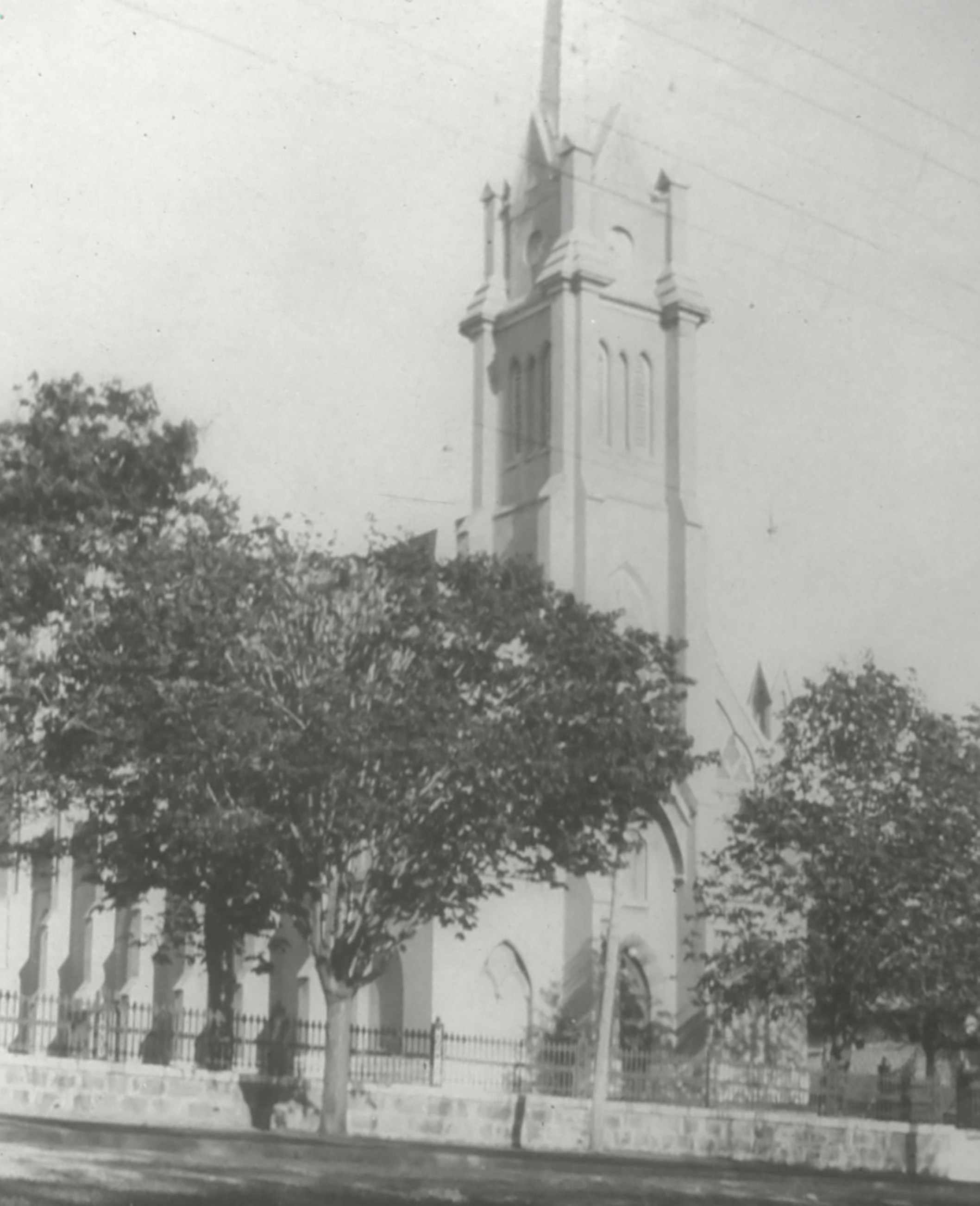
Igreja Católica Romana de St. Mary em Barrie, Ontário

Outros atos violentos associados à Klan incluem a detonação de dinamite em 1926 na Igreja Católica de St. Mary em Barrie. O homem que colocou a dinamite na sala da caldeira da igreja foi posteriormente capturado e admitiu tê-lo feito por ordem da Ku Klux Klan. A mídia de Ontário, os políticos, outras autoridades cívicas e líderes religiosos manifestaram-se contra tal violência e contra a Klan. No inverno de 1926, a filiação da Klan em Ontário estava em declínio.

### Expansão para o Oeste
Em 1926, os organizadores americanos da Ku Klux Klan, Hugh Finlay Emmons e Lewis A. Scott, vindos de Indiana, estabeleceram uma organização da Klan em Saskatchewan. Eles passaram a maior parte do início de 1927 viajando pela província, estabelecendo filiais locais da Klan e vendendo adesões por Can$13 por pessoa. Eles também espalharam propaganda da Klan e queimaram cruzes, e em julho e agosto de 1927 realizaram outra turnê pela província.
Logo em seguida, eles fugiram de Saskatchewan com os fundos arrecadados, deixando a Ku Klux Klan à deriva. Hawkins e John James Maloney, um seminarista de Hamilton que denunciava o Romanismo, mudaram-se para Saskatchewan para reviver a organização. Sob sua liderança, a organização arrecadou mais de Can$50 000 em taxas de adesão e alegou ter registrado mais de 70.000 membros. As taxas foram fixadas em US$15 por membro anualmente. Muitos dos seus membros eram apoiadores do Partido Conservador de Saskatchewan, frustrados com o sucesso do Partido Liberal decorrente do forte apoio dos católicos.

Todos os nossos problemas, toda a sedição, conspirações e planos contra o sistema escolar nacional são arquitetados em Quebec.

—Reverendo S. P. Rondeau, 10 de janeiro de 1929
Sob a liderança de Hawkins e Maloney, a Klan tornou-se cada vez mais anticatólica e antifrancesa, e fez campanha contra o sistema de escola separada com o slogan "uma nação, uma bandeira, uma língua, uma escola". Eles se opunham a "cruzes nas paredes das escolas públicas, às freiras que lecionavam nas escolas públicas e ao ensino do francês em escolas públicas", culpando essas questões em Quebec. (A Lei Constitucional de 1867 garantia aos estados direitos provinciais na educação e na língua, protegendo os direitos das minorias, inclusive dos católicos e dos cidadãos francófonos.) Em uma reunião da Ku Klux Klan, em 10 de janeiro de 1929, no Regent Hall, em Saskatoon, o reverendo S.P. Rondeau afirmou que Quebec estava tentando estabelecer Saskatchewan como uma segunda província de língua francesa. Capítulos locais recém-criados anunciavam sua presença na comunidade com uma queima ritual de cruz.

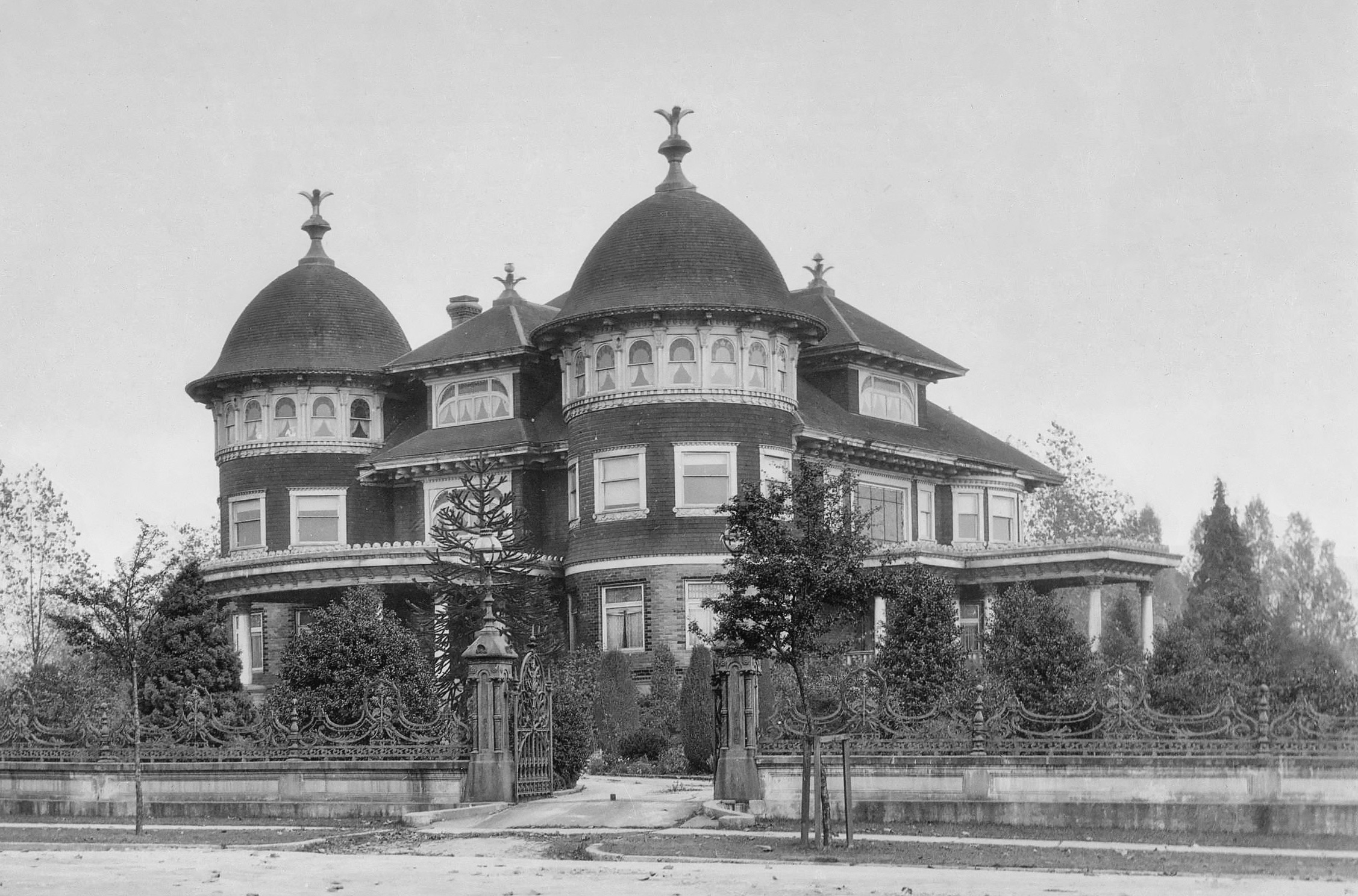
O Palácio Imperial dos Cavaleiros Canadenses da Ku Klux Klan na Colúmbia Britânica

Isto tornou-se uma questão na eleição provincial de 1929, resultando, em última instância, num governo de coalizão liderado por James Thomas Milton Anderson dos Conservadores, após os Liberais não conseguirem formar um governo minoritário. A Ku Klux Klan apareceu em diversos comícios eleitorais em apoio a James Garfield Gardiner, queimando cruzes. Gardiner acusou Anderson e os Conservadores de estarem associados à Ku Klux Klan ou de buscarem seu apoio, mas nunca apresentou provas. A filiação à Klan incluía Conservadores, Liberais e Progressistas, e o tesoureiro provincial ("Klabee") era Walter Davy Cowan, membro do Partido Conservador do Canadá por Long Lake durante o 17º Parlamento Canadense de 1930 a 1935. Uma vez formado o governo, os Conservadores condenaram a Ku Klux Klan, mas seus opositores continuaram a ligá-los à organização até a eleição provincial de 1934. O governo Conservador alterou a Lei de Educação para proibir a exibição de insígnias religiosas em ambientes escolares e também modificou a política provincial de imigração. Além disso, encerrou o reconhecimento dos certificados de ensino concedidos por Quebec, interrompendo efetivamente o recrutamento de professores daquela província.

### Alberta
Maloney casou-se com Leorna Miller, filha de William Willoughby Miller, que foi membro da Assembleia Legislativa por Biggar durante a 7ª Legislatura de Saskatchewan, liderada por Anderson. Em seu livro Rome in Canada, ele afirma que o governo de Anderson o ignorou e, "em seu orgulho e presunção", levou o crédito por grande parte de seu esforço. Amargurado pela rejeição, ele realizou visitas a Ontário e mudou-se para Alberta em 1930, discursando em 20 eventos naquela primavera a pedido do Grande Mestre da Orange Lodge, A.E. Williams. Encontrando difícil competir contra William Aberhart ("Bible Bill") em Calgary, ele transferiu-se para Edmonton, que, segundo afirmou, era a "Roma do Oeste" por causa de suas inúmeras propriedades católicas.
Ele restaurou a Ku Klux Klan em Alberta, que fora estabelecida em 1923, mas estava mal organizada e administrada. Declarou-se o Feiticeiro Imperial e convocou organizadores experientes da Klan vindos de Colúmbia Britânica e Saskatchewan. Viajando para até cinco compromissos diários em áreas rurais para estabelecer klaverns e coletar taxas de adesão de Can$13, a Klan, por vezes, enfrentou forte oposição – necessitando de proteção policial em Gibbons e Stony Plain, sofrendo uma chuva de pedras lançadas em Chauvin e sendo impedida de desembarcar de um trem em Wainwright. A Klan desempenhava as mesmas atividades em Alberta que no restante da América do Norte, embora de forma um tanto menos abertamente violenta. Por exemplo, houve apenas um episódio de "envenenamento com piche e penas" relatado em Lacombe durante essa época, do qual a Klan negou envolvimento. Como seu principal foco em Alberta era marginalizar os católicos, judeus e os brancos não anglo-saxões, ela liderou boicotes a empresas católicas, adotou táticas de intimidação contra os francófonos e influenciou as eleições municipais para expulsar políticos que considerasse "simpatizantes papistas".
A Klan celebrou a eleição de 1931 do prefeito de Edmonton Dan Knott queimando uma cruz. Em três ocasiões, Knott concedeu à Klan permissão para realizar "piqueniques" e erguer cruzes incendiárias no terreno da Exposição de Edmonton, atualmente conhecido como Northlands. Durante o início da década de 1930, a Klan publicou o jornal The Liberator no centro de Edmonton. As reuniões da Klan eram realizadas no Memorial Hall da Legião Real Canadense em Edmonton.
A Ku Klux Klan recebeu sua carta de concessão em setembro de 1932, mas questões relativas aos fundos da organização geraram disputas quanto à liderança de Maloney. Em 25 de janeiro de 1933, ele foi condenado por roubar documentos legais do escritório de um advogado que se opôs à incorporação da Ku Klux Klan e, em 3 de fevereiro, por fraude de seguros.
A queda de Maloney foi a principal responsável pelo desmantelamento da Ku Klux Klan em Alberta.

## Política e propaganda

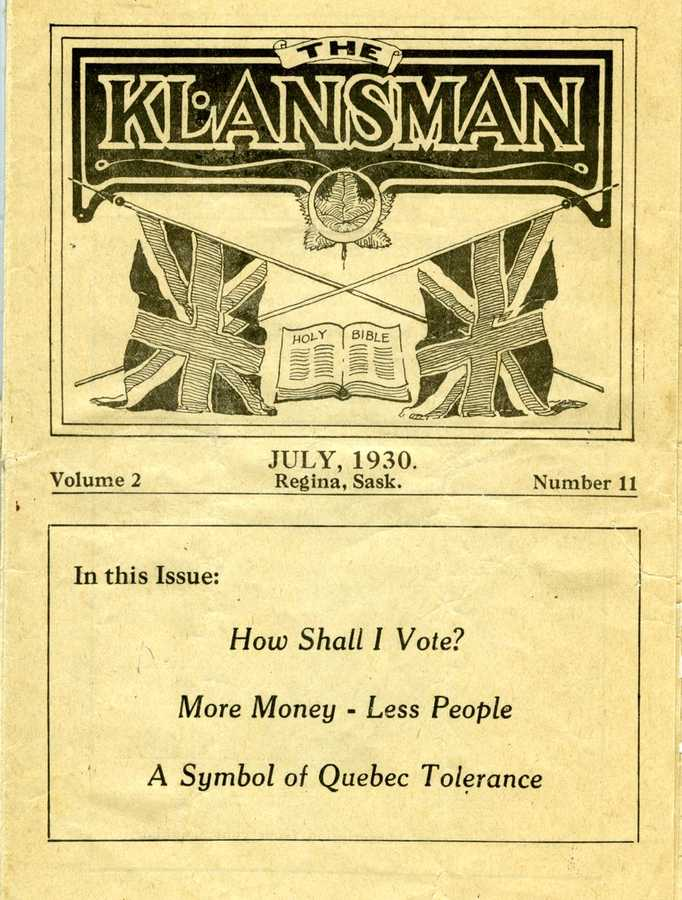
Capa da edição de julho de 1930 de The Klansman, publicada em Saskatchewan pelos Cavaleiros provinciais da Ku Klux Klan

Em uma carta enviada ao Manitoba Free Press em 8 de maio de 1928, J. W. E. Rosborough, o Feiticeiro Imperial de Saskatchewan, afirmou que o credo da Ku Klux Klan de Saskatchewan consistia na crença no Protestantismo, na separação entre igreja e estado, num sistema unificado de escola pública, em leis justas e na liberdade, na lei e na ordem, na proteção contra a violência de turba, na liberdade de expressão e de imprensa, em elevados padrões morais, na liberdade econômica para gentios, na pureza racial, numa política de imigração restritiva e seletiva e no puro patriotismo. T.J. Hind, o reverendo da Primeira Igreja Batista em Moose Jaw, afirmou que um dos propósitos de estabelecer a Ku Klux Klan era proteger a pureza física das gerações presentes e futuras.
Os membros da Klan acreditavam que a política de imigração do Canadá transformava o país num depósito de imigrantes do mundo. Alegavam falsamente que, dentre os 8.000 imigrantes recentes de Regina, apenas 7 eram protestantes. Promoviam uma política "100 por cento canadense" para conter a influência em declínio dos canadenses anglo-saxões protestantes, consequência do aumento da imigração da Europa, especialmente da Europa Oriental, predominantemente católica e judaica.

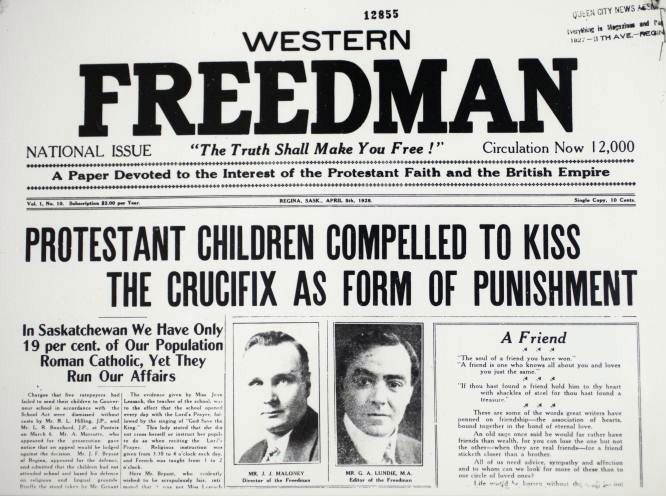
A edição de 5 de abril de 1928 de Western Freedman, publicação dirigida por J.J. Maloney, afiliado aos Cavaleiros da Ku Klux Klan

Em outubro de 1927, durante uma reunião da Ku Klux Klan realizada na Prefeitura de Regina, Maloney afirmou ter recebido uma carta de Plutarco Elías Calles, o Presidente do México, na qual este declarou que o México possuía um índice de analfabetismo de 80% como resultado do controle da Igreja Católica sobre o sistema educacional nos 400 anos anteriores. (Calles era veementemente anticlericalismo e, durante sua presidência, a hostilidade aos católicos e a promulgação da Lei Calles resultaram na Guerra Cristera.) Maloney descreveu a Igreja Católica Romana como "aquele sistema sombrio que arruinou cada país que tocou" e defendeu uma mudança radical nas leis de Imigração para o Canadá para restringir a entrada de católicos. Organizadores da Klan afirmavam que a organização era a favor do protestantismo e não discriminava com base na filiação política ou religiosa, tendo sido criada para salvar o Canadá.

## Filiação

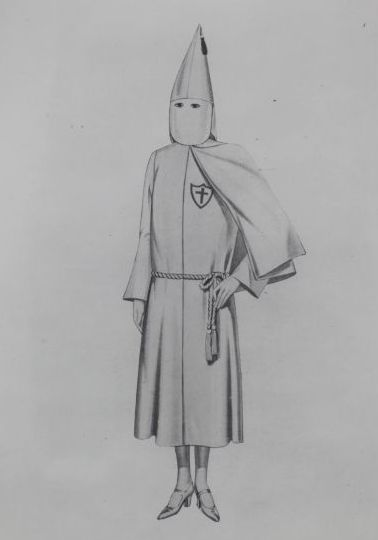
Uniforme de uma mulher da Ku Klux Klan conforme mostrado em um catálogo distribuído em Saskatchewan durante as décadas de 1920 e 1930

Em julho de 1927, um organizador da Klan afirmou que havia 46.500 membros em Saskatchewan. No final de 1927, havia 2.300 membros da Ku Klux Klan em Moose Jaw.

## Atividades posteriores
Allan Bartley observa que, apesar do declínio da Klan no Canadá na década de 1930, diversos membros recorreram ao emergente movimento nazi antes que este perdesse popularidade durante a Segunda Guerra Mundial.
A Klan experimentou um breve ressurgimento entre as décadas de 1960 e 1980, em meio ao Movimento dos Direitos Civis nos Estados Unidos e à adoção do multiculturalismo no Canadá. O Feiticeiro Imperial da Klan, David Duke, fez tentativas de recrutamento no Canadá, com seguidores estabelecendo um novo capítulo em Toronto em 1981, liderado por James Alexander McQuirter. Contudo, McQuirter e seus seguidores foram presos por diversas atividades criminosas, resultando em novo declínio da Klan canadense.
No início do século XXI, membros remanescentes migraram para outros grupos supremacistas e para a Internet.

## Leituras adicionais
- Bartley, Allan (2021). A Ku Klux Klan no Canadá: Um Século de Promoção do Racismo e do Ódio no Reino Pacífico. [S.l.]: Formac Publishing Ltd. ISBN 978-1459506138
- Robin, Martin (1992). Sombras da Direita: Política Nativista e Fascista no Canadá, 1920–1940. [S.l.]: University of Toronto Press. ISBN 0-8020-6892-8
- Sher, Julian (1983). Capuzes Brancos: A Ku Klux Klan no Canadá. [S.l.]: New Star Books. ISBN 0-919573-12-6